# Département de Tiaret

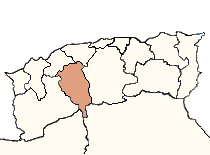
Localisation du département de Tiaret.

Le département de Tiaret fut un département français d'Algérie entre 1957 et 1962, avec pour code 9K.
Considérée depuis le 4 mars 1848 comme partie intégrante du territoire français, l'Algérie fut organisée administrativement de la même manière que la métropole. C'est ainsi que pendant une centaine d'années, Tiaret fut une sous-préfecture du département d'Oran jusqu'au 28 juin 1956, date à laquelle ledit département fut divisé en quatre parties, afin de répondre à l'accroissement important de la population algérienne au cours des années écoulées.
Le département de Tiaret fut créé le 20 mai 1957, et composé de quatre arrondissements provenant de l'ancien département d'Oran et d'un cinquième arrondissement provenant de l'ancien département d'Alger (celui de Vialar). Il couvrait une superficie de 25 997 km2 sur laquelle résidaient 267 110 habitants et possédait quatre sous-préfectures, Aflou, Frenda, Saïda et Vialar.
Modifié l'année suivante, à l'occasion de la création du département de Saïda, le département de Tiaret fut maintenu après l'indépendance de l'Algérie, et devint la Wilaya de Tiaret en 1968.

## Le département en 1957: arrondissements et communes
Cette liste des communes du département par arrondissement en 1957 est issue du décret du 20 mai 1957 « portant modification des limites départementales et création d'arrondissements en Algérie ».
Ce décret, qui organise le nord de l'Algérie en douze départements, reflète aussi la création des nouvelles communes de droit commun issues des communes mixtes dissoutes en 1956.
- Arrondissement de Tiaret  (29 communes)

Aïn-Boudjerane ; Aouisset ; Bechtout ; Cheima ; Dar-Bosri ; Diderot ; Keria ; Guertoufa ; La Fontaine ; Ouled-Benaffane ; Ouled-Aziz ; Ouled-Bougheddou ; Ouled-Khelif ; Ouled-Lakred ; Ouled-Sidi-Khaled ; Maacem ; Montgolfier ; Naima ; Palat ; Pomel . Prevost-Paradol ; Tagdempt ; Tiaret; Tidda ; Torrich ; Trezel ; Trumelet ; Raouraoua ; Waldeck-Rousseau.
- Arrondissement d'Aflou  (11 communes)

Aflou ; Agneb ; Brida ; El-Richa ; Hadjer-el-Hibel ; Kheneg-el-Ham ; Ouled-Morra ; Ouled-Yagoub ; Sebgag ; Sidi-Bouzid ; Taouiala.
- Arrondissement de Frenda  (22 communes)

Aïn-Kermes ; Aïn Skhrouna ; Ben-Halima ; Beni-Ouindiel ; Bouroumane ; Dehalsa ; Djedid ; Dominique-Luciani ; Frenda ; Ghouadi ; Guergha ; Haouaret ; Hassinat ; Kcelna ; Louhou ; Madena ; Mahoudia ; Martimprey ; Medrissa ; Medroussa ; Meghranis ; Ouled-Djerad .
- Arrondissement de Saïda (19 communes)

Aïn-el-Hadjar ; Aïn-Manaa ; Aïn-Sultan ; Aïoun-el-Beranis ; Berthelot ; Charrier ; Doui-Thabet ; Eaux-Chaudes ; Franchetti ; Hassasna-Cheraga ; Hasasna-Gheraba ; Hounet ; Kreider ; Ouizert ; Saïda ; Sidi-Douma ; Tafraoua ; Tircine ; Wagram.
- Arrondissement de Vialar (10 communes)

Aïn-Dzarit ; Ammari ; Beni-Lent ; Beni-Maida ; Burdeau ; Hardy ; Ouled-Bessem ; Sahari ; Vialar ; Victor-Hugo.